# Museo archeologico territoriale di Terzigno
Il Museo archeologico territoriale di Terzigno, conosciuto anche con l'acronimo di MATT, è un museo di tipo archeologico ubicato a Terzigno.

## Storia e descrizione
Il museo venne inaugurato nel 2019 ed è ospitato nell'ex mattatoio comunale di Terzigno, struttura costruita negli anni 1930 e successivamente restaurata dopo anni di abbandono.
Nelle sale del museo sono espositi i reperti provenienti dalle ville di epoca romana, poste nell'agro pompeiano, sepolte dall'eruzione del Vesuvio del 79 e rinvenute a partire nel 1981 principalmente nell'area della cava Ranieri a Terzigno. Tra i reperti esposti: anfore, antefisse, attrezzi agricoli e pitture in secondo stile provenienti dalla cosiddetta villa 6, come quelle del triclinio e il larario della cucina.